# 法米·惹札
法米·惹札（马来文：Fahmi Reza，1977年6月7日—），也译作法米·雷萨，马来西亚纪录片导演兼社运活跃分子。曾凭作品《独立前十年》（10 Tahun Sebelum Merdeka）获得2007年自由影展“最特出人权电影奖”。2016年因发布时任马来西亚首相纳吉·阿都拉萨的小丑漫画图而备受关注。
除拍摄纪录片外，他也从事多元艺术创作，作品包括为阿米尔·莫哈末编著的《马来西亚政客的劲爆言论2》设计绘图，以及制作装置艺术《从广告布条偷走纳吉的头》（Najib's Head Stolen From Billboard）等等。

## 生平简介
法米·惹札于1977年生于吉隆坡，原修读电子工程，后为了替公民运动宣传而于2002年开始自学美术设计。2007年，他拍摄了第一部纪录片《独立前十年》，这部纪录片记述发生在1947年10月20日的马来亚罢市事件。通过口述历史的拍摄方式，法米重现了那个时期全马联合行动理事会和人民力量中心（AMCJA-PUTERA）提出《人民宪法建议书》、反抗英殖民的过程。2008年，法米拍摄了第二部纪录片《48年革命》（Revolusi'48），同样也是运用口述历史的方式再现马来亚的左翼反殖民运动。
除了拍摄记录片及从事艺术创作以外，法米也是社运占领独立广场和学运“学生力量”（英语：Student Power）（马来语：Kuasasiswa）的倡导者。他在全国各地进行讲座，宣传他本身的历史研究成果，其中内容主要是关于1960年代学生运动的蓬勃发展情况。此外，法米也是社区计划“我爱我们的秋杰”（Chow Kit Kita）的活动协调总监，这项由他和计划经理人刘碧璇发起的社区计划，目的是给当地儿童进行社区教育，同时也为秋杰这个地区注入艺术与人文气息。

## 恶搞纳吉小丑事件
2016年1月31日，法米惹扎在面子书上载一张海报，图画上是时任首相纳吉·阿都拉萨的黑白肖像，除了额外涂黑其眉毛和眼角，鼻子和嘴巴也涂上了红色，貌似小丑的打扮。海报上也写着“在一个充斥贪污的国度里，我们都是煽动份子”。此外，他在图片说明也写说，马来西亚执政者在2015年共91次使用煽动法令，作为逮捕、调查和控告勇于发言的马来西亚人的武器。
同日，法米惹扎在面子书留言说，警察网络调查应对中心（PCIRC）已针对他分享的海报，向他发出警告。他说：“我被告知，我的户口正被警方监视，并吩咐我要谨慎和守法地使用我的账号。”“但是，在一个使用法律来保护贪污者和压迫勇于发言者的国家，我们是时候停止在对抗贪腐的掌权者时讲究礼仪。”
警方的告诫引来更多平面艺术家效仿法米惹扎，在面子书专页“为抗争和行动而制的反叛图像”（Grafik Rebel Untuk Protes dan Aktivisme，Grupa）发布更多调侃纳吉的海报，也都写上“我们都是煽动份子”（Kita Semua Penghasut）。但纳吉小丑图广泛流传，让绰号“拳王阿里”（Ali Tinju）的退伍军人阿里巴哈隆不满，他进而报警举报该图已羞辱纳吉。
2016年2月3日，《BBC Trending》在一则题为“首相遭抗议审查者冠上小丑红鼻”（PM left red nosed by censorship protest）的文章，报道警方告诫法米惹扎不应滥用推特丑化纳吉，以及随后获得更多艺术家群起声援。
2016年2月8日，法米惹扎设计一张假冒通讯委员会发出的警告，“提醒”民众不得散播侮辱国家领袖的图像，还刻意附上纳吉的小丑图。通讯委员会之后否认他们曾发出类似的“警告”。
2016年2月28日，警方援引蓄意侮辱罪名传召法米惹扎问话。他在律师沙立占（Syahredzan Johan）陪同下手捧着镶好的纳吉小丑图，到吉隆坡金马警区总部录口供，过程约1小时半。

### 上传纳吉恶搞图像罪名
2016年6月6日，把纳吉肖像恶搞为小丑图并上传到社交网络的法米惹扎在《1998年通讯与多媒体法令》下被控，被告否认有罪，获准以5000令吉保释，承审地庭法官莫哈末祖巴霖再努丁将案件定于6月17日过堂。
2018年10月11日，被控在社交媒体上传纳吉恶搞图像的法米惹扎获地庭宣判罪名不成立。法官赞里巴卡是获主控官诺嘉兹拉副检察司告知，总检察署在接到法米惹扎律师沙惹占所提出的陈情书后，同意撤回控状。

### 伪造通讯委会通告罪名
2016年6月10日，法米惹扎被加控一项罪名，罪名，控状指他于该年2月8日在面子书上假冒通讯委员会名义，发布通告“警告”公众别侮辱领袖，并附上纳吉的小丑图。他在怡保法庭面控时表示不认罪，法庭准他以7000令吉保释候审，此案订于7月27日过堂。
2018年1月7日，怡保地庭宣判法米惹扎于2016年2月在面子书上假冒通讯委员会名义，发布通告“警告”公众别侮辱领袖的表罪成立，因此需要出庭自辩。
2018年2月20日，怡保地庭裁决法米惹扎伪造通讯委会通告罪成，并宣判他坐牢1个月和罚款3万令吉。同年11月12日，怡保高庭批准法米惹扎就刑罚所提出的上诉，撤销他坐牢1个月的刑罚，以及将罚款降低至1万令吉。

## 其他事件

### 讽刺纳吉双重标准态度
2021年8月29日，随着首相由巫统副主席依斯迈沙比里出任后，前首相纳吉·阿都拉萨对政府的抨击频率明显变少；法米惹扎绘制插画讽刺纳吉前后态度反差大，不再是“反对党领袖”了。
他在推特上传了两张讽刺插画，第一张插画将纳吉形容为“前任反对党领袖/政府批判者”，并指他的任期已结束；图中也插入了不可再循环的标志，意指纳吉不会再回到“反对党领袖”的身分。
第二张插画中，法米惹扎选了两个反差很大的纳吉表情包，配上旧政府与新政府的内阁成员的插画，调侃纳吉看待同样一批内阁阵容时，反应却是截然不同。根据插画，新的内阁部长都是同样的面孔，但纳吉面对前首相慕尤丁领导的政府诸多批评，对依斯迈政府则用双手掩盖嘴巴，没话好说。

## 纪录片作品
| 年份 | 纪录片名称                                                    | 职衔 | 备注                           |
| 2007 | 独立前十年 （页面存档备份，存于）（10 Tahun Sebelum Merdeka） | 导演 | 获得自由影展“最特出人权电影奖” |
| 2008 | 48年革命（Revolusi'48）                                       | 导演 |                                |